# Jiggiga
Jiggiga is een geslacht van wantsen uit de familie van de Miridae (Blindwantsen). Het geslacht werd voor het eerst wetenschappelijk beschreven door Linnavuori in 1975.

## Soorten
Het genus is monotypisch en bevat alleen de volgende soort:

- Jiggiga nigra Linnavuori, 1975